# Rocco Galati
Pour les articles homonymes, voir Galati.
Rocco Galati (né en 1959 en Calabre) est un avocat canadien d'origine italienne spécialisé en droit constitutionnel.

## Biographie
La famille Galati émigre au Canada en 1965. Rocco Galati obtient un diplôme de l'Université McGill en 1984, puis de l'Osgoode Hall Law School en 1987.
Après avoir passé son barreau (en), il travaille un temps au ministère de la Justice du Canada.

## Carrière d'avocat
Galati est le premier avocat ayant défendu Abdurahman Khadr (en). À la fin de 2003, il abandonne tous ses dossiers touchant à la sécurité nationale après avoir reçu des menaces de mort,.
En 2006, il représente Ahmad Mustafa Ghany (en), un suspect du complot terroriste au Canada en 2006. Les charges contre Ghany, ainsi que contre trois autres suspects, sont abandonnées en 2008.

### Remise en cause de nominations de juges
Le 7 octobre 2013, Galati remet en cause la nomination du juge Marc Nadon à la Cour suprême du Canada, basant sa contestation sur le fait que Nadon n'est pas éligible selon la Loi sur la Cour suprême,,, qui spécifie que trois membres de la Cour suprême canadienne doivent provenir du Québec. Le gouvernement du Québec a également annoncé qu'il contesterait cette nomination.
Le 21 mars 2014, le jugement Renvoi relatif à la Loi sur la Cour suprême juge que Nadon n'est pas éligible,. La nomination de Nadon est donc annulée.
En juin 2014, Galati remet en cause la nomination du juge Robert Mainville à la Cour d'appel du Québec.

### Banque du Canada
En 2011, Galati monte un dossier contre le gouvernement du Canada afin que la Banque du Canada redevienne le prêteur du gouvernement. L'affaire est soumise au Committee on Monetary and Economic Reform (en). COMER argued that the Bank of Canada is mandated to provide debt-free financing for public projects undertaken by federal, provincial and municipal governments,,.